# Korn & Breiding
Korn & Breiding war ein US-amerikanischer Hersteller von Automobilen.

## Unternehmensgeschichte
A. H. Breiding hatte bereits 1900 ein Auto hergestellt. 1901 gründete er zusammen mit einem Herrn Korn das Unternehmen in Sterling in Illinois. Sie fertigten innerhalb des Jahres einige Automobile. Der Markenname lautete Korn & Breiding.